# Toyooka
Toyooka (豊岡市 -shi) é uma cidade japonesa localizada na província de Hyogo.
Em 2003 a cidade tinha uma população estimada em 46 777 habitantes e uma densidade populacional de 288,12 h/km². Tem uma área total de 162,35 km².
Recebeu o estatuto de cidade a 1 de Abril de 1950.

## Cidades-irmãs
- Alicante, Espanha
- Ueda, Japão